# Tongxin Zhen
Tongxin Zhen (kinesiska: 同心, 同心镇) är en köping i Kina. Den ligger i provinsen Yunnan, i den sydvästra delen av landet, omkring 290 kilometer sydväst om provinshuvudstaden Kunming.
Genomsnittlig årsnederbörd är 2 007 millimeter. Den regnigaste månaden är juli, med i genomsnitt 515 mm nederbörd, och den torraste är februari, med 23 mm nederbörd.